# Ozomatli

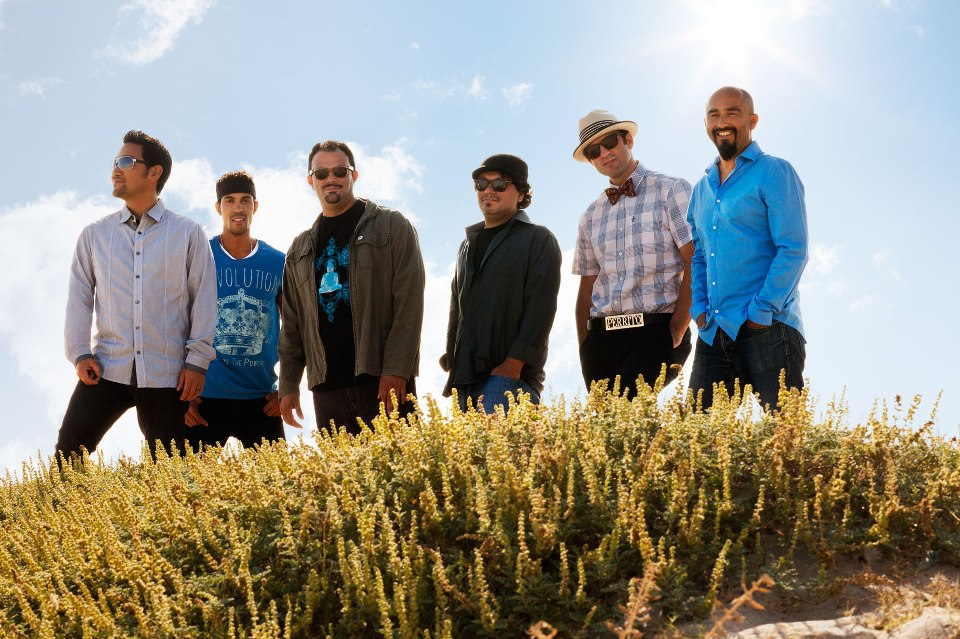
Ozomatli 2012

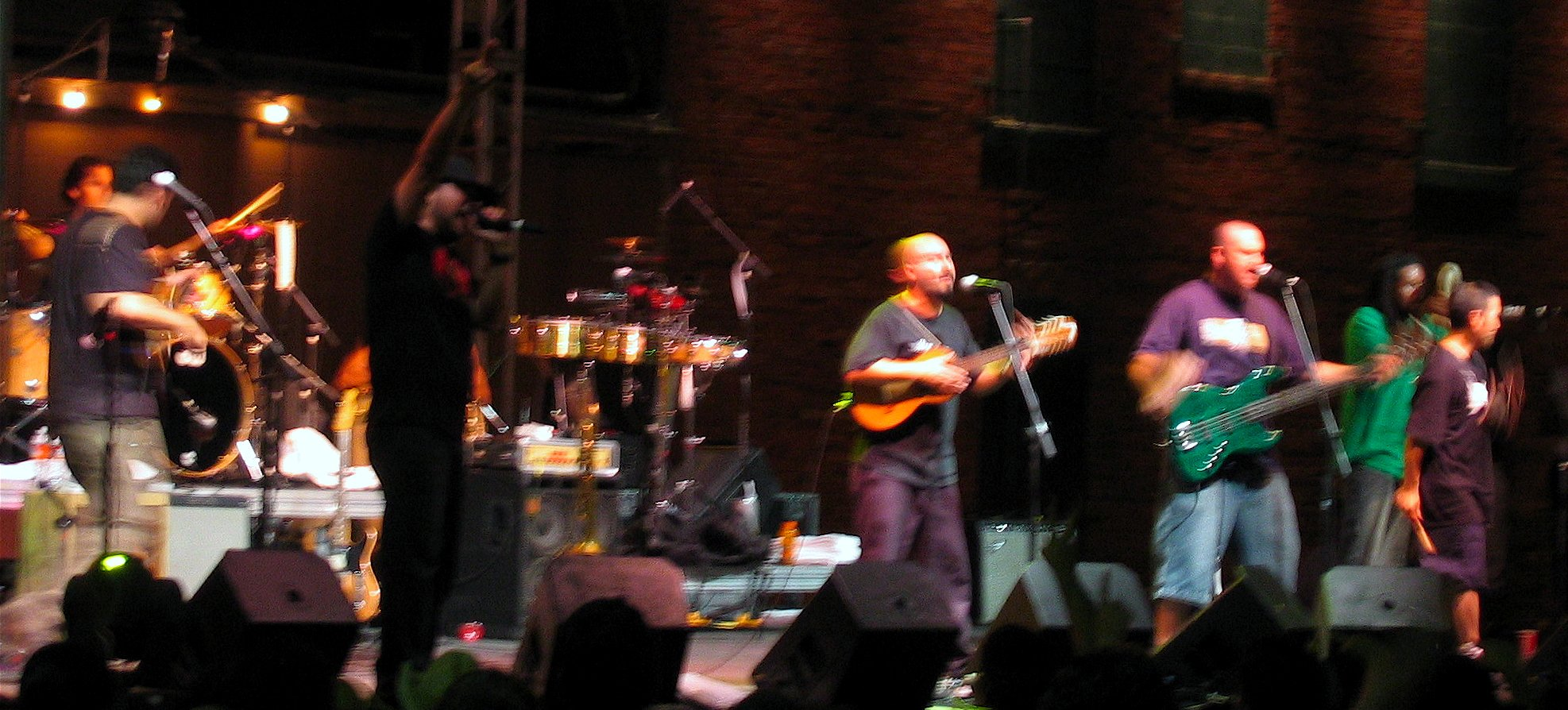
Ozomatli 2005 in Dallas

Ozomatli sind eine 1995 gegründete siebenköpfige Latin-Band, die eine Mischung aus Chicano-Rock, Salsa (und anderen lateinamerikanischen Stilen wie Merengue, Cumbia, Comparsa), Funk, Reggae, Rap und Fusion spielt.

## Geschichte
Sie verstehen sich als Band des kulturellen Mischtiegels Downtown Los Angeles, wo die Bandmitglieder herkommen. Ihr erstes Album Ozomatli (Almo Sounds) erreichte 1998 Nr. 7 der Billboard Latin Charts. Im selben Jahr lud sie Carlos Santana als Vorgruppe ein. Das zweite Album Embrace the Chaos von 2001 gewann einen Grammy Award for Best Latin Rock, Urban or Alternative Album ebenso wie das Album Street Signs von 2004 (Concord Records). 2005 erschien ein Live-Album vom Auftritt im Fillmore in San Francisco und 2007 Don´t mess with the Dragon (Concord Records).
2006 gingen sie auf eine Welt-Tour auf Einladung des US State Departments. 2008 schrieben sie einen Song Can´t stop the Blue für die Los Angeles Dodgers. 2010 traten sie auf den Boston Pops mit dem Boston Symphony Orchestra auf, worauf Konzerte mit weiteren Symphonieorchestern folgten. Sie sind politisch engagiert (die Band entstand um bei einem Streik zu spielen) und spielten häufiger bei Parteiveranstaltungen der Demokraten.
Zu den Anfangsmitgliedern gehörten der Bassist und Rapper Will-Dog Abers, die Perkussionisten Justin Porée und Jiro Yamaguchi, der Trompeter Asdru Sierra, der Gitarrist Raul Pacheco und Saxophonist/Klarinettist Ulisses Bela Zusätzlich spielten unter anderem der Rapper Chali 2na, Cut Chemist an den Turntables, der Schlagzeuger William Marufo und der Saxophonist Jose Espinosa auf dem ersten Album. Auf dem zweiten Album von 2001 spielten zusätzlich Andy Mendoza am Schlagzeug in der Stammbesetzung.
Die Besetzung 2013 ist Will-Dog Abers, Raul Pacheco, Justin Porée, Asdru Sierra, Jiro Yamaguchi, Ulisses Bela.

## Diskografie (Auswahl)

### Studioalben
| Jahr | Titel                       | Höchstplatzierung, Gesamtwochen, AuszeichnungChartplatzierungen (Jahr, Titel, Platzierungen, Wochen, Auszeichnungen, Anmerkungen) | Höchstplatzierung, Gesamtwochen, AuszeichnungChartplatzierungen (Jahr, Titel, Platzierungen, Wochen, Auszeichnungen, Anmerkungen) | Anmerkungen |
| Jahr | Titel                       | US | Latin | Anmerkungen |
| ---- | --------------------------- | --- | --- | ----------- |
| 1998 | Ozomatli                    | — | Latin7 (71 Wo.)Latin |             |
| 2001 | Embrace The Chaos           | US138 (1 Wo.)US | Latin1 (23 Wo.)Latin |             |
| 2003 | Coming Up                   | — | Latin14 (15 Wo.)Latin | EP          |
| 2004 | Street Signs                | US125 (2 Wo.)US | Latin2 (20 Wo.)Latin |             |
| 2005 | Live At The Fillmore        | — | Latin52 (1 Wo.)Latin |             |
| 2007 | Don’t Mess With The Dragon  | US154 (1 Wo.)US | — |             |
| 2010 | Fire Away                   | US189 (1 Wo.)US | — |             |
| 2017 | Non-Stop: Mexico To Jamaica | — | Latin23 (1 Wo.)Latin |             |

### Gastbeiträge
| Jahr | Titel Album | Höchstplatzierung, Gesamtwochen, AuszeichnungChartplatzierungen (Jahr, Titel, Album, Platzierungen, Wochen, Auszeichnungen, Anmerkungen) | Höchstplatzierung, Gesamtwochen, AuszeichnungChartplatzierungen (Jahr, Titel, Album, Platzierungen, Wochen, Auszeichnungen, Anmerkungen) | Anmerkungen                                        |
| Jahr | Titel Album | US | Latin | Anmerkungen                                        |
| ---- | ----------- | --- | --- | -------------------------------------------------- |
| 2003 | Mi Gente    | — | Latin28 (14 Wo.)Latin | A.B. Quintanilla III & Kumbia Kings feat. Ozomatli |